# Puig de Comabella
El Puig de Comabella és una muntanya de 2.482 metres que es troba al municipi de Bagà, a la comarca catalana del Berguedà.